# O2 (marca)
O2 (tipografiado como O2) es una marca global propiedad de la empresa española de telecomunicaciones Telefónica. La empresa utiliza la marca O2 para sus filiales en Reino Unido y Alemania. Desde 2018, también se utiliza como marca secundaria en España.
Anteriormente, todas las sucursales europeas de Telefónica estaban gestionadas por Telefónica Europe plc, una empresa de telecomunicaciones y banda ancha. La empresa se originó como un conjunto de empresas de telecomunicaciones de todo el mundo, conocidas en la segunda mitad de la década de 1990 como BT Wireless, y un negocio global de datos móviles conocido entonces como Genie Internet, ambas subsidiarias de British Telecommunications. Como parte de una reorganización de Telefónica en 2014, las participaciones y operaciones de Telefónica Europa se convirtieron en subsidiarias directas de su matriz: Telefónica S.A.
Telefónica Europe proporcionó operaciones de telefonía móvil en el Reino Unido y Alemania, y otorgó licencias de su marca a operaciones anteriores en Irlanda, República Checa y Eslovaquia. Además, O2 ha establecido una empresa conjunta con Tesco Mobile en el Reino Unido, Irlanda y Eslovaquia, y la red Tchibo Mobilfunk en Alemania.

## Historia

### 1985-2001: era BT Wireless

#### Reino Unido

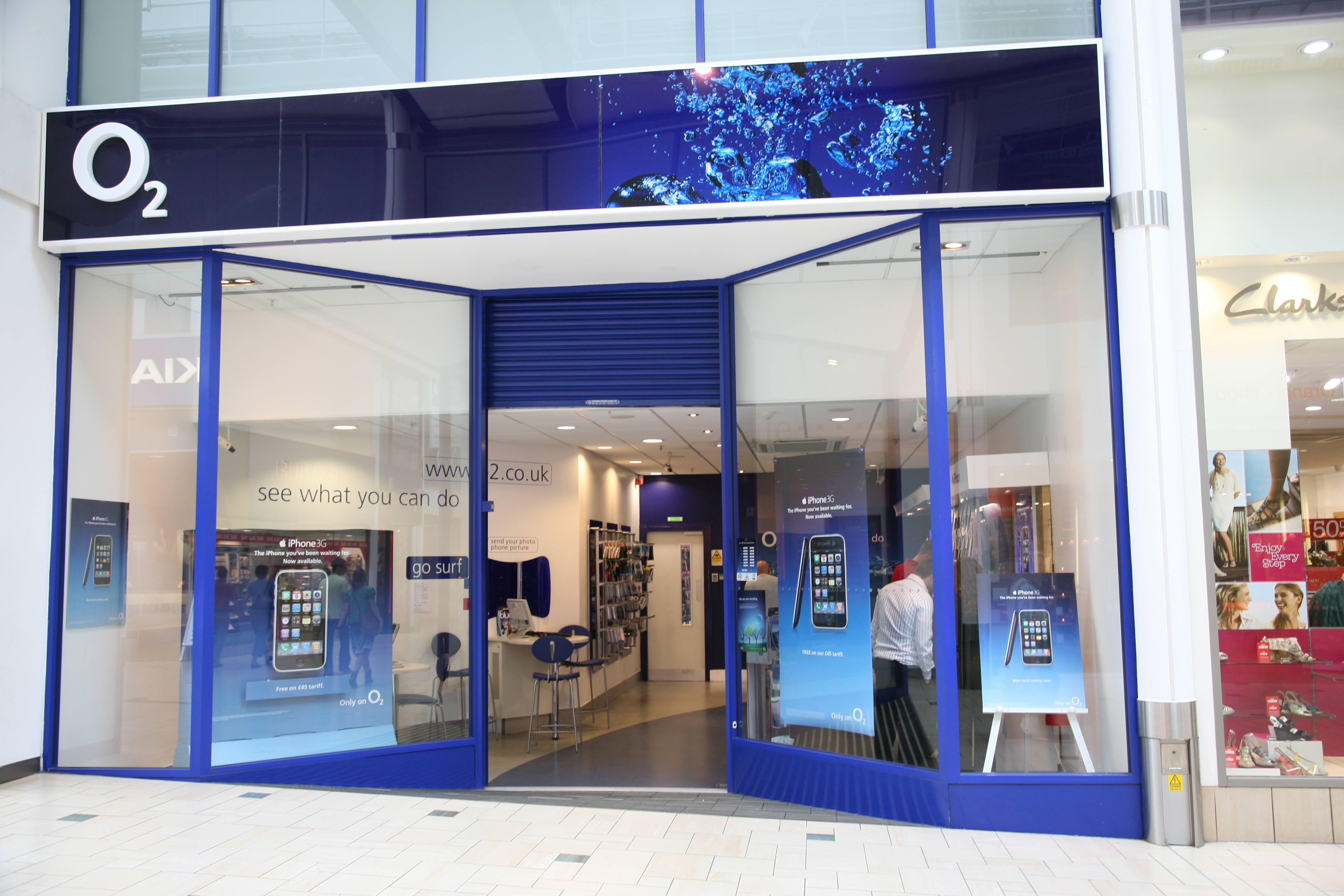
Tienda de O2 en Banbury, Inglaterra

Cellnet se lanzó en enero de 1985 como una subsidiaria de Telecom Securicor Cellular Radio Limited, una empresa 60:40 entre British Telecommunications y Securicor respectivamente.
En 1999, BT compró las acciones de Securicor en Cellnet por 3.150 millones de libras esterlinas. Posteriormente, la empresa pasó a llamarse BT Cellnet y pasó a formar parte de BT Wireless, un grupo de empresas subsidiarias propiedad de BT. BT invirtió 2.000 millones de libras esterlinas en BT Cellnet y, en 2000, BT Cellnet tenía más de 6 millones de clientes.
En octubre de 2001, en una junta general celebrada en Birmingham, 4.297 millones de acciones de BT votaron a favor de la escisión de BT Cellnet de BT, con 0,67 millones de acciones en contra. En 2001, BT Cellnet se separó de BT como mmO2 plc y se relanzó el 1 de mayo de 2002 con la marca O2. La empresa cambió su nombre de mmO2 a O2 plc en marzo de 2005.

#### Irlanda
Digifone se creó en 2000, como el negocio móvil escindido del anterior Esat Digifone, que acababa de ser comprado por BT. Esat Digifone fue originalmente una empresa conjunta entre Esat Telecom y Telenor. Después de la adquisición de Esat Telecom por BT, BT también adquirió la participación de Telenor en Esat Digifone. Posteriormente, las operaciones fijas, Esat Telecom más tarde se convirtió en BT Irlanda y las operaciones móviles escindidas, renombradas sin el nombre de Esat como Digifone, pasaron a formar parte de la empresa separada recién formada, mmO2 plc. Digifone se convirtió en O2 Ireland en 2001 como subsidiaria de mmO2 plc tras la escisión de BT. O2 Ireland se convirtió en filial de Telefónica en 2006, tras la compra de su empresa matriz O2 en el Reino Unido. En junio de 2013, Hutchison Whampoa anunció que adquiriría la división irlandesa de O2 por 780 millones de euros. O2 se fusionó con la subsidiaria de Hutchison Whampoa, Three Ireland, en marzo de 2015.

#### Alemania

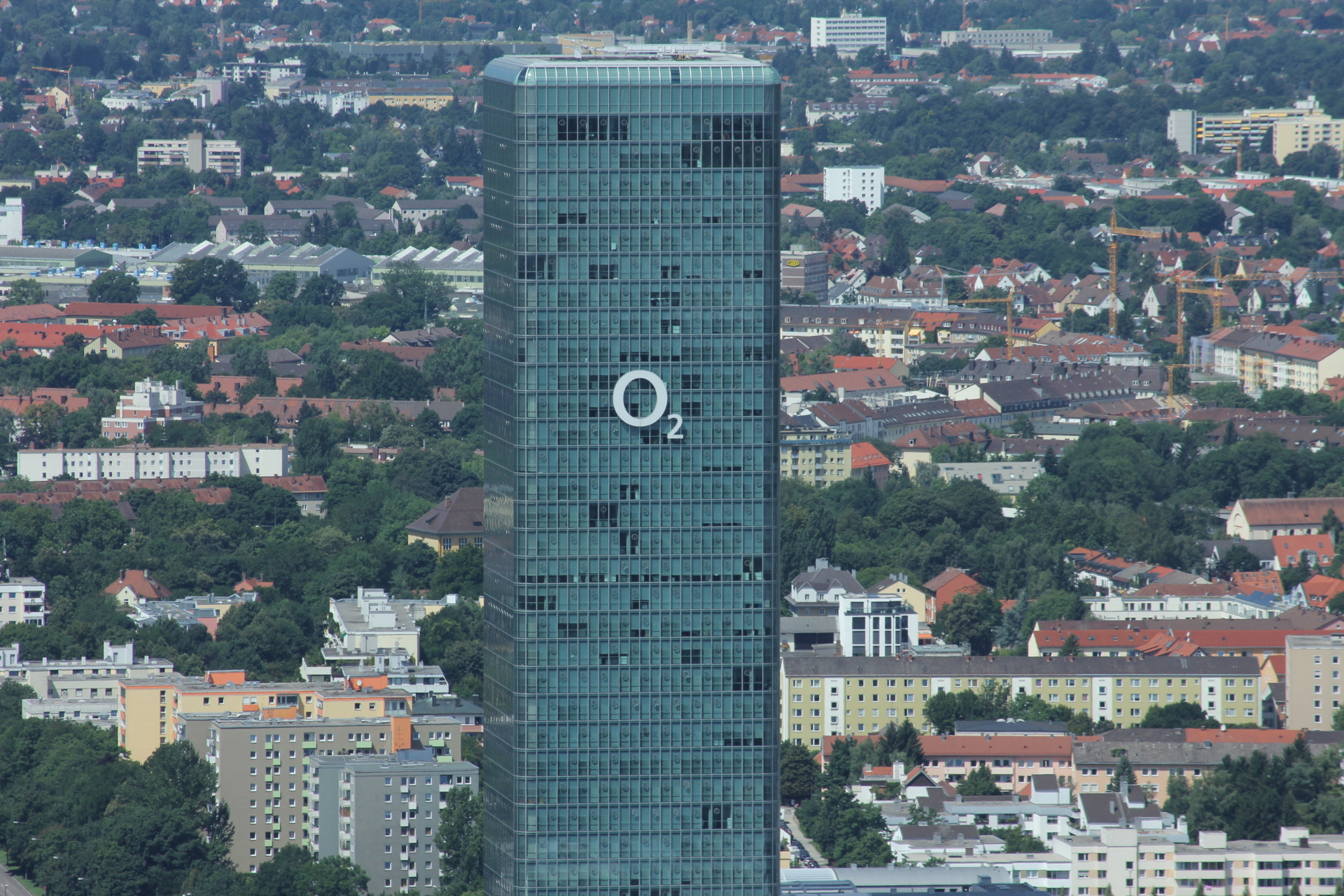
Sede de Telefónica Deutschland en Múnich.

Viag Interkom se creó en 1995 como una empresa conjunta de la empresa alemana de suministro de energía VIAG (45%), British BT Group (entonces llamado British Telecommunications) (45%) y Norwegian Telenor (10%) para competir por la licencia oficial para proporcionar servicios en el mercado alemán de telecomunicaciones (fijo y móvil) en rápida liberalización en ese momento. En 2001, BT adquirió la participación de VIAG (propiedad de la empresa energética alemana E.ON) por 11.400 millones de euros tras la subasta de licencias UMTS del año anterior. Las operaciones móviles de Viag Interkom se transfirieron a la familia BT Wireless y el negocio fijo pasó a ser BT (Germany) GmbH & CO. Viag Interkom se convirtió en O2 Germany como filial de mmO2 plc en 2001, tras la escisión de BT.

#### Países Bajos
Telfort se creó en marzo de 1997 como una empresa conjunta 50:50 entre BT y Nederlandse Spoorwegen (el operador nacional de ferrocarriles neerlandés) y con sede en Ámsterdam, Telfort recibió una licencia del gobierno de los Países Bajos para proporcionar servicios de telecomunicaciones fijas en noviembre de ese mismo año, y se otorgó una licencia móvil al año siguiente. En 2000, las operaciones móviles de Telfort se convirtieron en parte de la familia BT Wireless. Telfort se convirtió en O2 Netherlands como subsidiaria de mmO2 plc en 2001, tras la escisión de BT.
En 2003, O2 vendió la empresa a Greenfield Capital Partners, que la devolvió al nombre de Telfort. Telfort finalmente se convirtió en una subsidiaria de propiedad total de KPN.

#### Isla de Man
Manx Telecom se separó de BT como parte de la flotación de mmO2 en 2001. A diferencia de algunas de las contrapartes de la compañía, los brazos fijo y móvil de Manx Telecom no se dividieron antes de la escisión, lo que significaba que Manx Telecom era la única operación fija del grupo mmO2 en el momento.
Después de la escisión de BT en 2001, Manx Telecom continuó cotizando bajo su marca como subsidiaria de mmO2 plc.
El 4 de junio de 2010, Manx Telecom se vendió al inversor de capital privado británico HG Capital (que compraba la participación mayoritaria), junto con la empresa de gestión de telecomunicaciones CPS Partners. HG Capital indicó que el valor empresarial del acuerdo era de 158,8 millones de libras esterlinas (232,5 millones de dólares).

#### Genie Internet y Genie Asia
Genie Internet Ltd y Genie Asia se crearon como subsidiarias autónomas pero de propiedad total de BT en 2000. Cuando se convirtió en parte de la familia de empresas BT Wireless en 2001, Genie tenía operaciones de portal móvil en el Reino Unido, Alemania y España. Italia, los Países Bajos, Hong Kong y Japón y una operación de OMV de Internet en el Reino Unido llamada Genie Mobile. Antes de la escisión de O2 de BT, Genie redujo sus operaciones globales para alinearse con los negocios móviles que se separaban de ella; a saber, Reino Unido, Alemania, Irlanda y los Países Bajos. El negocio de Genie Asia continuó con las operaciones del portal en Asia.
Después de separarse de BT en 2001, el negocio europeo de Genie se convirtió en la base de una división central de productos y servicios llamada 'Products O2' y el negocio de Genie Mobile pasó a llamarse 'O2 Online', que continúa en el Reino Unido como proveedor de servicios de comunicaciones móviles vinculado a la red O2 UK. Las propiedades del portal Genie se cambiaron el nombre de O2 Active en el Reino Unido, Alemania, Irlanda y los Países Bajos, y Genie Asia se convirtió en O2 Asia. O2 Asia se convirtió en una subsidiaria de O2 UK con fines de gobernanza.

### 2006–actualidad: compra de Telefónica
El 31 de octubre de 2005, O2 acordó ser absorbida por Telefónica, una empresa española de telecomunicaciones, con una oferta en efectivo de 17,7 mil millones de libras esterlinas, o 2 libras esterlinas por acción. Según el anuncio de la fusión, O2 mantuvo su nombre y continuó con su sede en el Reino Unido, manteniendo tanto la marca como el equipo de gestión. La fusión quedó incondicional el 23 de enero de 2006.
Tras la finalización de la adquisición de O2 por Telefónica en febrero de 2006, Telefónica acometió un cambio organizativo corporativo que supuso la fusión de sus negocios fijo y móvil en España, y la transferencia de las propiedades de telecomunicaciones europeas no españolas de Telefónica a la marca O2. Por lo tanto, las operaciones de Český Telecom y Eurotel en la República Checa, así como el negocio de Telefónica Deutschland en Alemania, pasaron al gobierno de O2, que mantuvo su condición de empresa pública registrada en el Reino Unido con su propio consejo de administración y estructuras y procesos de gobierno corporativo.
Telefónica optó por mantener sus operaciones de telefonía móvil existentes en el resto del mundo bajo la marca Movistar. Este nombre se utiliza en España y en la mayoría de los países de América Latina, gestionado por un equipo de gestión independiente.
Telefónica vendió su subsidiaria O2 Asia en una compra de administración en 2007. O2 Asia, con sede en Singapur, que opera en países del Extremo Oriente, Asia del Sur, Medio Oriente y Australasia, solía desarrollar y comercializar una gama de PDA y teléfonos inteligentes conectados de forma inalámbrica de la marca Xda para los mercados asiático y europeo, y continúa desarrollando y comercializando dichos productos bajo la marca "MWg", abreviatura de Mobile & Wireless Group.
En 2015 hubo conversaciones para que Li Ka-shing comprara la empresa, pero como ya es propietario de la red rival británica Three, eso puede ser problemático.

## Operaciones
Telefónica opera sus negocios bajo la marca O2 a través de sus filiales Telefónica UK y Telefónica Deutschland. Telefónica España utiliza Movistar como su marca insignia, mientras que O2 es una marca secundaria de bajo coste.
| Área        | Licencias 2G                 | Licencias 3G                                       | Licencias 4G                     | Fijo | DSL                    | Dispositivos |
| ----------- | ---------------------------- | -------------------------------------------------- | -------------------------------- | ---- | ---------------------- | ------------ |
| Reino Unido | - GSM - GPRS - EDGE 900/1800 | - UMTS 900/2100 - HSDPA - HSUPA - HSPA+ - DC-HSPA+ | - LTE 800/1800/2100/2300         |      |                        | - Xda - ODM  |
| Alemania    | - GSM - GPRS - EDGE 900/1800 | - UMTS 900/2100 - HSDPA - HSUPA - HSPA+ - DC-HSPA+ | - LTE 700/800/900/1800/2100/2600 |      | - ADSL - ADSL2+ - VDSL | - Xda        |

Telefónica es propietaria del OMV Giffgaff en Reino Unido, que utiliza la red O2.
En mayo de 2020, se informó que Telefónica y Liberty Global planean fusionar las operaciones de O2 en el Reino Unido con Virgin Media, un proveedor de televisión de pago y banda ancha en ese país, propiedad de Liberty Global.

## Antiguas operaciones

### Irlanda
Telefónica Ireland ofrece banda ancha y telecomunicaciones en Irlanda bajo la marca O2. O2 Ireland se llamaba anteriormente Esat Digifone cuando era propiedad de Esat Telecommunications (y Telenor) de 1997 a 2006. O2 Ireland pasó a formar parte de Telefónica en 2006 como parte de su compra de O2 en el Reino Unido.
En junio de 2013, Hutchison Whampoa anunció que adquiriría la división irlandesa de O2 por 780 millones de euros. O2 se fusionará con la filial de Hutchison Whampoa, 3 Ireland, tras la finalización de la venta.

### República Checa
Český Telecom fue el nuevo nombre dado a una empresa anteriormente conocida como SPT Telecom que se formó a partir de la división del Ministerio de Correos y Telecomunicaciones checo en correos y telecomunicaciones en 1993. La empresa pasó a llamarse Český Telecom en 2000 y siguió siendo una empresa controlada por el gobierno hasta su completa privatización en 2004. En el camino, se produjo una rápida modernización de la red con la ayuda de la financiación y la experiencia del consorcio holandés y suizo llamado TelSource.
Paralelamente a la evolución de Český Telecom, el negocio de telefonía móvil Eurotel se estableció en 1990 en una empresa conjunta entre lo que entonces se conocía como el ministerio de telecomunicaciones checoslovaco, Bell Atlantic y US West. En 1996, se introdujeron los servicios GSM y en 2003 Český Telecom adquirió el control total de Eurotel.
El gobierno de la República Checa vendió su participación restante en Český Telecom (junto con su subsidiaria Eurotel) a Telefónica en 2005, que la renombró como Telefónica O2 Czech Republic y desde 2006 comenzó a utilizar la marca O2 para servicios tanto fijos como móviles. En 2011 la empresa pasó a llamarse Telefónica Czech Republic y en 2013 se anunció que Telefónica vendería su participación en la empresa a PPF. Según los términos de la venta, la empresa seguirá utilizando la marca O2 durante un máximo de cuatro años.

### Eslovaquia
En 2002, Český Telecom fundó Czech Telecom Slovakia, su filial en Eslovaquia. La empresa prestaba servicios únicamente a grandes corporaciones. En 2006, la empresa pasó a llamarse Telefónica O2 Slovakia y ganó una licitación para el tercer operador de telefonía móvil en Eslovaquia. El 2 de febrero de 2007, Telefónica O2 Slovakia inició la prestación de servicios en Eslovaquia para los primeros clientes "O2 Jednotky". El 28 de febrero, O2 lanzó los servicios clásicos y abrió la primera tienda en Eslovaquia (en Bratislava en la calle Obchodná). En 2013 se anunció que se vendería con su empresa matriz a PPF.

## Marketing

### Marca
La marca de consumo BT Cellnet pasó a llamarse O2, el símbolo químico del oxígeno libre, al igual que todos los demás negocios del grupo (además de Manx Telecom). El cambio de marca fue diseñado por la agencia de diseño Lambie-Nairn, que desarrolló la idea de que la empresa brindara servicios que eran esenciales, al igual que el oxígeno es esencial para la vida. Con esto, se diseñó el logo de la empresa y los gráficos asociados, utilizando burbujas de aire para presentarlo.

### Patrocinio

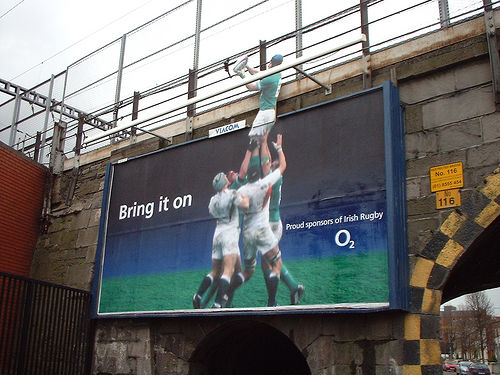
Un anuncio de O2 Irish Rugby Union

Actualmente, O2 patrocina a la selección de rugby de Inglaterra y en 2003 lanzó un servicio de video móvil que permite a los clientes descargar o transmitir contenido de video relacionado con la Copa Mundial de Rugby de 2003. En 2005, Telefónica O2 amplió su participación en el rugby, firmando un nuevo acuerdo con la selección de rugby de Inglaterra y la Rugby Football Union, así como con O2 rugbyclass y Premier Rugby Ltd para la Premiership Inglesa.
Telefónica O2 también tenía una relación de larga data con el Arsenal Football Club, siendo su patrocinador de camisetas de 2002 a 2006. En 2005, se firmó un acuerdo de tres años que convirtió a Telefónica O2 en el socio exclusivo de comunicaciones móviles del equipo.
De 2005 a 2008, O2 patrocinó el Wireless Festival, un festival de música que se celebra anualmente en Londres (y cerca de Leeds en 2006 y 2007).
Telefónica O2 fue patrocinador de los equipos Cork GAA Football y Hurling y de la selección de rugby de Irlanda. La asociación con el rugby irlandés se volvió interactiva en 2006, cuando a los aficionados de Irlanda se les ofreció acceso a actualizaciones diarias del entrenador en jefe Eddie O'Sullivan. En 2009, O2 lanzó su campaña publicitaria integrada "BeTheDifference", en la que los aficionados tenían la oportunidad de que sus nombres aparecieran en los carteles de O2 Rugby y en las camisetas de los jugadores de rugby irlandés. La campaña integrada fue creada por las dos agencias de publicidad irlandesas de O2: McConnells (por encima de la línea) y Brando (por debajo de la línea). La campaña interactiva ganó un premio en el Kinsale Sharks 2009.

### Derechos de denominación
El 31 de mayo de 2005, Telefónica O2 adquirió los derechos de denominación para el renovado Millennium Dome en Londres de manos de Anschutz Entertainment Group (AEG). Por lo tanto, el Dome ahora se conoce oficialmente como 'The O2'. La compañía extendió su relación con los locales de música en 2008 cuando todos los locales de Academy Music se conocieron como 'O2 Academies', reemplazando a Carling como patrocinadores de los locales.
Los acuerdos de derechos de nombre con AEG también se aplican en Alemania, con grandes recintos deportivos y de conciertos conocidos como O2 World en Berlín y Hamburgo.